# Football Club Groningen 2018-2019
Questa voce raccoglie le informazioni riguardanti lo  Football Club Groningen  nelle competizioni ufficiali della stagione 2018-2019.

## Rosa
Aggiornata al 2 febbraio 2019.
| N. |                                 | Ruolo | Calciatore                |
| -- | ------------------------------- | ----- | ------------------------- |
| 1  | Paesi Bassi (bandiera)          | P     | Sergio Padt               |
| 4  | Paesi Bassi (bandiera)          | D     | Mike te Wierik (capitano) |
| 5  | Bosnia ed Erzegovina (bandiera) | D     | Samir Memišević           |
| 6  | Paesi Bassi (bandiera)          | C     | Ludovit Reis              |
| 7  | Giappone (bandiera)             | C     | Ritsu Dōan                |
| 8  | Paesi Bassi (bandiera)          | C     | Iliass Bel Hassani        |
| 9  | Paesi Bassi (bandiera)          | A     | Kaj Sierhuis              |
| 10 | Paesi Bassi (bandiera)          | C     | Mimoun Mahi               |
| 11 | Paesi Bassi (bandiera)          | A     | Jannik Pohl               |
| 12 | Paesi Bassi (bandiera)          | D     | Lars Kramer               |
| 14 | Marocco (bandiera)              | C     | Mohamed El Hankouri       |
| 15 | Paesi Bassi (bandiera)          | C     | Thomas Bruns              |

| N. |                        | Ruolo | Calciatore         |
| -- | ---------------------- | ----- | ------------------ |
| 16 | Belgio (bandiera)      | P     | Kevin Begois       |
| 17 | Giappone (bandiera)    | D     | Kō Itakura         |
| 19 | Paesi Bassi (bandiera) | A     | Paul Gladon        |
| 20 | Paesi Bassi (bandiera) | D     | Amir Absalem       |
| 21 | Paesi Bassi (bandiera) | D     | Django Warmerdam   |
| 22 | Paesi Bassi (bandiera) | C     | Michael Breij      |
| 23 | Australia (bandiera)   | C     | Ajdin Hrustic      |
| 24 | Germania (bandiera)    | D     | Julian Chabot      |
| 31 | Paesi Bassi (bandiera) | P     | Jan Hoekstra       |
| 36 | Paesi Bassi (bandiera) | C     | Tom van de Looi    |
| 42 | Paesi Bassi (bandiera) | D     | Deyovaisio Zeefuik |
| 58 | Paesi Bassi (bandiera) | C     | Daniël van Kaam    |